# 자이족
자이족(người Giáy)은 종종 냥족(Nhang)이라고 불리는 베트남의 민족이다. 대부분이 라오까이성, 하장성, 라이쩌우성, 까오방성의 산악지대에 살고 있다. 2009년 인구는 58,617명이었다.

## 언어
자이족은 타이어파 계열인 부이어를 말한다. 문맹률은 낮지만, 대부분의 자이족은 초등학교에서 배우는 베트남어를 말하고 쓸 수 있다.

## 문화
자이족은 전통적으로 단순한 기술을 이용하여 논에서 벼를 경작한다. 물소는 견인용 동물로 길러지고, 땅을 갈기 위해 사용된다. 닭과 돼지는 식용으로 길러진다. 옥수수와 카사바도 가축의 사료로서 재배된다. (때로는 벼 재배도 하지만, 너무 가파르게 경사져 계단식 논에 재배된다)
자이족은 면으로 옷을 만든다. 여성들은 보통 밝은 색상의 5패널 블라우스를 입는데, 오른쪽 팔 아래 단추를 잠그고 대비되는 칼라와 팔찌가 특징이다. 여성들도 화려한 격자무늬 두건을 쓴다. 남자들은 전통적으로 단순한 튜닉과 터번을 착용한다. 남녀 모두 헐렁한 인디고 바지를 입는다. 서양식 의류도 현재 많은 자이족들, 특히 남성들 사이에서 흔하다.
자이족 사회는 가부장적이다. 아이들은 아버지의 성을 물려받는다. 집안의 장남(혹은 아들이 없으면 사위)은 부모를 돌볼 책임이 있으며, 결혼 후에도 계속 가정집에서 생활한다.
전통적으로 자이족은 농지를 공동 재산으로 취급했다. 비록 오늘날에는 각 가정마다 따로 농지를 소유하는 것이 점점 더 일반화되고 있지만, 심고 수확하는 것은 여전히 공동체로 행해지고 있다. 음력 1월의 뱀날, 자이는 쌀농사의 시작을 알리는 축제인 로옹 포옥(Roóng Poọc)을 기념한다.
그들은 랍시엥(lạp siềng)과 로눙(lò nùng)이라고 불리는 요리를 제공하고, 브엉(vương)과 푸언(phướn)을 부른다.

## 종교
자이족은 전통적으로 그들의 조상을 숭배하며, 하늘, 흙, 부엌 등을 지배하는 애니미즘적인 영혼도 숭배한다.
각 자이족 마을에는 성스러운 도옹씨아(đoong xía)라고 불리는 숲이 있다. 마을 위에 군림하는 정신의 호의를 보장하기 위해 숲에서 가장 큰 나무에서 일년에 두 번 제물을 바친다.